# Actinodaphne kweichowensis
Actinodaphne kweichowensis Y.C.Yang & P.H.Huang – gatunek rośliny z rodziny wawrzynowatych (Lauraceae Juss.). Występuje naturalnie w południowych Chinach – w południowo-zachodniej części prowincji Kuejczou oraz w południowo-zachodniej części regionu autonomicznego Kuangsi. 

## Morfologia
LiścieMają kształt od eliptycznego do odwrotnie jajowatego. Mają żółtawoszarawą barwę od spodu. Są omszone.
OwoceMają prawie kulisty kształt.
Gatunki podobneRoślina jest podobna do gatunku A. forrestii, lecz ma większe liście i owoce.

## Biologia i ekologia
Rośnie w lasach mieszanych. Występuje na wysokości od 1000 do 1300 m n.p.m.